# Бій під Стриганами
Бій під Стриганами — бій між військами НКВС СРСР і силами УПА-Південь, що відбувся з 12 по 13 травня 1944 року неподалік села Стригани Славутського району Хмельницької області. Закінчився тактичною перемогою радянських військ та уникненням оточення основних сил українських повстанців. Після бою радянські партизани стратили на місці 7 з 28 полонених упівців. Кількість загиблих з радянської сторони не встановлена.
Бій відбувся під час переходу з'єднання УПА-Південь через німецько-радянський фронт з метою підсилення місцевих повстанців Холодного Яру на Черкащині.

## Хід бою
12 травня 1944 року радянські партизани, які мали завдання патрулювати територію і блокувати спроби переходу повстанських з'єднань в запілля Червоної армії, зафіксували переправу упівців через річку Горинь. Зав'язався бій. Командир партизанського з'єднання Антон Одуха, одразу ж викликав підмогу зі Славути. Через півгодини підійшло підкріплення від НКВС — дві роти автоматників та бронепоїзд із солдатами 439-го окремого гвардійського дивізіону.
З лівого берега по повстанцях, більшість з яких були новобранцями, радянці відкрили щільний вогонь. Підрозділи УПА змушені були відступити під прикриття лісу в напрямку урочища Бридурин. Під час переслідування, за радянськими даними, загинуло близько 70 вояків УПА, захоплено 8 кулеметів.

Стаття Володимира Яцентюка в першому числі самвидавної рухівської газети «Пробудження», в якій відкривалися очі на злочини радянських партизан. 1989 рік

Вранці 13 травня бій розгорівся з новою силою. Повстанцям вдалося відбити головну атаку НКВС. Попри те, що радянські партизани намагалися перекрити відступ УПА на південь, постанцям вдалося заглибитися в ліс і вийти на територію Плужненського району. Згідно зі звітом радянців, в нерівному бою, загинуло 127 повстанців, 28 потрапили в полон. Сімох з них радянські партизани закатували на місці, решту енкаведисти забрали до Славути, де їх було засуджено до розстрілу або до тривалих термінів ув'язнення в таборах ГУЛАГу. Полоненим повстанцям стріляли в живіт, поранених добивали кийком. Безпосередню участь в розправі брав Антон Одуха. Про втрати радянської сторони невідомо.

## Судове підтвердження злочинів радянських партизан
1989 року після публікації учасником бою під Стриганами, радянським ветераном Володимиром Яцентюком, в інформаційному віснику «Поступ» і обласній рухівській газеті «Пробудження», фактів злодіянь партизан під командуванням Антона Одухи, зокрема розправи над полоненими новобранцями УПА, в офіційних виданнях Славутського райкому КПУ «Трудівник Полісся» і обласного комітету комсомолу «Корчагінець» розпочалося шельмування автора. У відповідь, спільно з однодумцями, Володимир Яцентюк подав позови на згадані видання до суду. Під час судового розгляду ганебні факти про злочини радянських партизан із З'єднання імені М. Ф. Михайлова оприлюднені Володимиром Яцентюком підтвердилися.

### Газетні публікації
- Тамара Ященко. Болотна вода зафарбувалася в червоний колір // «Молодь України», 1992 (копія [Архівовано 19 серпня 2016 у Wayback Machine.])